# ان بع
ان بع (به لاتین: An Bá) یک منطقهٔ مسکونی در ویتنام است که در استان باک گیانگ واقع شده‌است.